# BAAINBw

Федеральне управління Бундесверу з обладнання, інформаційних технологій і технічної підтримки (Bundesamt für Ausrüstung, Informationstechnik und Nutzung der Bundeswehr; BAAINBw) знаходиться у місті Кобленц, Рейнланд-Пфальц і напряму підпорядковується Федеральному міністерству оборони в Бонні та Берліні.
Основним завданням є оснащення збройних сил Німеччини (Бундесверу) сучасними системами озброєнь з урахуванням вартісно-ефективних аспектів. Відповідає за розробку та закупівлю систем озброєнь.
Створене у 2012 р. шляхом об'єднання Bundesamt für Wehrtechnik und Beschaffung (BWB) та Bundesamt für Informationsmanagement und Informationstechnik (BWI) з метою досягнення синергії.
Одним з підрозділів є Центр технічної та льотної придатності літальних апаратів Бундесверу ( Wehrtechnische Dienststelle für Luftfahrzeuge — Musterprüfwesen für Luftfahrtgerät der Bundeswehr).